# 代田亜香子
代田 亜香子（だいた あかこ）は、日本の翻訳家。

## 経歴
立教大学文学部英米文学科卒業。神奈川県出身。

## 人物
アイスクリームが大好きで、毎日1個、寝る前に食べるのを楽しみにしている。

## 著書
- 『ナイトメアー・ビフォア・クリスマス』（小学館、小学館ジュニア文庫） 2021.10　ISBN 978-4092313927

## 翻訳
- 『スクランブル・マインド - 時空の扉』（キャロル・マタス, ペリー・ノーデルマン、横田美晴イラスト、金原瑞人共訳、あかね書房、マインド・スパイラル 1） 2001.7　ISBN 978-4251062758
- 『ミッシング・マインド - はじまりの記憶』（キャロル・マタス, ペリー・ノーデルマン、横田美晴イラスト、金原瑞人共訳、あかね書房、マインド・スパイラル 2） 2001.11　ISBN 978-4251062765
- 『家なき鳥』（グロリア・ウィーラン、白水社） 2001.12　ISBN 978-4560047408、のち白水Uブックス 2007.4
- 『幸せになるルームシェア』（ジェニー・コルガン、アーティストハウスパブリッシャーズ） 2002.3　ISBN 978-4901142748
- 『天国までもう一歩』（アン・ナ、白水社） 2002.8　ISBN 978-4560047514
- 『みんなワッフルにのせて』（ポリー・ホーヴァート、白水社） 2003.3　ISBN 978-4560047613
- 『ハーメルンの笛吹きを追え!』（ビル・リチャードソン、白水社） 2004.4　ISBN 978-4560047804
- 『ぼくと彼女とその彼女』（マリジェーン・ミーカー、角川書店、BOOK PLUS） 2004.6　ISBN 978-4048970433
- 『ぼくはジョシュア』（ジャン・マイケル、小峰書店、Y.A.Books） 2004.12　ISBN 978-4338144131
- 『クール・ムーンライト - 月の輝く庭で』（アンジェラ・ジョンソン, 横田美晴イラスト、あかね書房、あかね・ブックライブラリー 10） 2005.3　ISBN 978-4251041906
- 『ガールズ!』（メリッサ・デ・ラ クルーズ、ポプラ社）  2005.6　ISBN 978-4591086698
- 『スーザンの1001日シングル・ダイアリー』（スーザン・シュロスバーグ、ソフトバンククリエイティブ）  2005.7　ISBN 978-4797330762
- 『オリーブの海』（ケヴィン・ヘンクス、白水社） 2005.8　ISBN 978-4560027288
- 『ストローガール』（ジャッキー ケイ、求龍堂） 2005.9　ISBN 978-4763005281
- 『女の子の28日』（ガブリエル・リクターマン、ランダムハウス講談社） 2006.8　ISBN 978-4270001318
- 『ファイヤーガール』（トニー・アボット、白水社） 2007.6　ISBN 978-4560027646
- 『16歳。死ぬ前にしてみたいこと』（ジェニー・ダウンハム、PHP研究所） 2008.9　ISBN 978-4569689081
- 『きみといつか行く楽園』（アダム・ラップ、徳間書店） 2008.5　ISBN 978-4198625368
- 『魔法の王国の大冒険』（リドリー・ピアスン、河出書房新社） 2008.10　ISBN 978-4309205007
- 『プリンセス・アカデミー』（シャノン・ヘイル、小学館） 2009.6　ISBN 978-4092905108
- 『ふたりのプリンセス』（シャノン・ヘイル、小学館） 2010.5　ISBN 978-4092905405
- 『私は売られてきた』（パトリシア・マコーミック、金原瑞人監修、作品社） 2010.6　ISBN 978-4861822810
- 『男子って犬みたい!』（レスリー・マーゴリス、PHP研究所） 2010.7　ISBN 978-4569780702
- 『バリスタ少女の恋占い』（クリスティーナ・スプリンガー、小学館、SUPER!YA） 2010.11　ISBN 978-4092905696
- 『フライ・ハイ』（ポーリン・フィスク、あかね書房、YA Step!） 2011.3　ISBN 978-4251066732
- 『あたしがおうちに帰る旅』（ニコラ・デイビス、小学館） 2013.6　ISBN 978-4092905276
- 『マーヤの自分改造計画 - 1950年代のマニュアルで人気者になれる?』（マーヤ・ヴァン・ウァーグネン、紀伊國屋書店） 2017.3　ISBN 978-4314011464
- 『Shine(シャイン)』（ジェシカ・チョン、河出書房新社） 2020.10　ISBN 978-4309208084
- 『Bright(ブライト)』（ジェシカ・チョン、河出書房新社） 2022.9　ISBN 978-4309208640
- 『ラスト・フレンズ わたしたちの最後の13日間』（ヤスミン・ラーマン、静山社） 2021.6　ISBN 978-4863896178
- 『ディス・イズ・マイ・トゥルース わたしの真実』（ヤスミン・ラーマン、静山社） 2023.1　ISBN 978-4863897298
- 『希望のひとしずく: A Drop of Hope』（キース・カラブレーゼ、理論社） 2023.7　ISBN 978-4652205679
- 『翼はなくても』（レベッカ・クレーン、静山社） 2024.2　ISBN 978-4863897526

### ディズニー / ピクサー作品
- 『スチュアート・リトル - リトル・アドベンチャー』（M・ナイト・シャマラン, グレッグ ブルーカー、ネオテリック） 2000.7　ISBN 978-4899980087
- 『トイ・ストーリー』（C・E・デュボウスキー、小学館、小学館ジュニア文庫） 2021.8　ISBN 978-4092313828
- 『アナと雪の女王 - 同時収録 短編 エルサのサプライズ』（サラ・ネイサン, セラ・ローマン, ヴィクトリア・サクソン、小学館、小学館ジュニア文庫） 2019.11　ISBN 978-4092313118
- 『アナと雪の女王2』（デイヴィッド・ブレイズ、小学館、小学館ジュニア文庫） 2019.12　ISBN 978-4092313125
- 『ソウルフル・ワールド』（テニー・ネルソン、小学館、小学館ジュニア文庫） 2020.11　ISBN 978-4092313538
- 『塔の上のラプンツェル』（アイリーン・トリンブル、小学館、小学館ジュニア文庫）　2021.2　ISBN 978-4092313590
- 『ミラベルと魔法だらけの家』（アンジェラ・セルバンテス、小学館、小学館ジュニア文庫） 2021.11　ISBN 978-4092313958
- 『トイ・ストーリー 2』（レスリー・ゴールドマン、小学館、小学館ジュニア文庫） 2021.12　ISBN 978-4092314009
- 『ベイマックス』（アイリーン・トリンブル、小学館、小学館ジュニア文庫） 2022.2　ISBN 978-4092314054
- 『私ときどきレッサーパンダ』（シンシア・リュウ、小学館、小学館ジュニア文庫）　2022.3　ISBN 978-4092314061
- 『ズートピア』（スーザン・フランシス、小学館、小学館ジュニア文庫） 2022.6　ISBN 978-4092314207
- 『バズ・ライトイヤー』（メレディス・ルースー、小学館、小学館ジュニア文庫）2022.7　ISBN 978-4092314221
- 『カーズ』（リサ・パパディメトリュー、小学館、小学館ジュニア文庫）　2022.8　ISBN 978-4092314290
- 『ピノキオ』（エリザベス・ルドニック、小学館、小学館ジュニア文庫） 2022.10　ISBN 978-4092314351
- 『ストレンジ・ワールド もうひとつの世界』（エリン・ファリガンド、小学館、小学館ジュニア文庫）2022.11　ISBN 978-4092314382
- 『リトル・マーメイド』（フェイス・ノエル、小学館、小学館ジュニア文庫）2023.6　ISBN 978-4092314535
- 『マイ・エレメント』（エリン・ファリガンド、小学館、小学館ジュニア文庫） 2023.8　ISBN 978-4092314627
- 『ウィッシュ』（エリン・ファリガンド、小学館、小学館ジュニア文庫） 2023.10　ISBN 978-4092314726
- 『ディズニーヴィランズのこわい話 アースラ 悪夢の契約書』 (ヴェラ・ストレンジ、小学館、小学館ジュニア文庫） 2020.12　ISBN 978-4092313545
- 『ディズニーヴィランズのこわい話 フック船長 12歳、永遠の呪い』（ヴェラ・ストレンジ、小学館、小学館ジュニア文庫） 2021.7　ISBN 978-4092313750

### メグ・キャボット
- 『恋するアメリカン・ガール』（メグ・キャボット、河出書房新社） 2004.1　ISBN 978-4309203959
- 『となりのボーイフレンド』（メグ・キャボット, メグ・ホソキイラスト、角川書店、BOOK PLUS） 2004.4　ISBN 978-4048970426
- 『ティーン・アイドル』（メグ・キャボット、理論社） 2005.11　ISBN 978-4652077689
- 『アヴァロン - 恋の〈伝説学園〉へようこそ!』（メグ・キャボット、理論社） 2007.2　ISBN 978-4652077962
- 『人気者になる方法』（メグ・キャボット、理論社） 2008.7　ISBN 978-4652079355
- 『ジンクス - 恋の呪い』（メグ・キャボット、理論社） 2009.3　ISBN 978-4652079461
- 『嘘つきは恋のはじまり』（メグ・キャボット、理論社） 2010.3　ISBN 978-4652079676
- 『エアヘッド! 売れっ子モデルになっちゃった!?』（メグ・キャボット、河出書房新社） 2012.8　ISBN 978-4309206004
- 『霊能者は女子高生!』（メグ・キャボット、ヴィレッジブックス)  2012.10　ISBN 978-4864910187
- 『嘆きのマリアの伝言 霊能者は女子高生! 2』（メグ・キャボット、ヴィレッジブックス)  2013.1　ISBN 978-4864910354
- 『JCオリヴィアのプリティ・プリンセス日記』（メグ・キャボット、烏羽雨絵、小学館、小学館ジュニア文庫） 2018.10　ISBN 978-4092311572
- 『JCオリヴィアのプリティ・プリンセス日記 どきどきのロイヤルウエディング』（メグ・キャボット、烏羽雨絵、小学館、小学館ジュニア文庫） 2019.2　ISBN 978-4092311589

#### 「プリンセス・ダイアリー」
- 『プリンセス・ダイアリー』（メグ・キャボット、金原瑞人共訳、河出書房新社）  2002.2　ISBN 978-4309203584
- 『プリンセス・ダイアリー ラブレター騒動篇』（メグ・キャボット、金原瑞人共訳、河出書房新社 ） 2002.7　ISBN 978-4309203638
- 『プリンセス・ダイアリー 恋するプリンセス篇』（メグ・キャボット、金原瑞人共訳、河出書房新社） 2003.1　ISBN 978-4309203706
- 『プリンセス・ダイアリー ときめき初デート篇』（メグ・キャボット、河出書房新社） 2004.10　ISBN 978-4309204147
- 『プリンセス・ダイアリー どきどきキャンプ篇』（メグ・キャボット、河出書房新社） 2004.12　ISBN 978-4309204192
- 『プリンセス・ダイアリー ピンクのドレス篇』（メグ・キャボット、河出書房新社） 2005.6　ISBN 978-4309204383
- 『プリンセス・ダイアリー 悩める見習いプリンセス篇』（メグ・キャボット、河出書房新社） 2006.5　ISBN 978-4309204628
- 『プリンセス・ダイアリー クリスマスプレゼント篇』（メグ・キャボット、河出書房新社） 2007.10　ISBN 978-4309204819
- 『プリンセス・ダイアリー パーティ・プリンセス篇』（メグ・キャボット、河出書房新社） 2008.3　ISBN 978-4309204901
- 『プリンセス・ダイアリー スイート・シックスティーン篇』（メグ キャボット、河出書房新社） 2008.8　ISBN 978-4309204963
- 『プリンセス・ダイアリー がけっぷちのプリンセス篇』（メグ・キャボット、河出書房新社） 2009.5　ISBN 978-4309205199
- 『プリンセス・ダイアリー 崖の下のプリンセス篇』（メグ・キャボット、河出書房新社） 2010.1　ISBN 978-4309205335
- 『プリンセス・ダイアリー 永遠のプリンセス篇』（メグ・キャボット、河出書房新社） 2010.7　ISBN 978-4309205441
- 『プリンセス・ダイアリー ロイヤル・ウェディング篇』（メグ・キャボット、河出書房新社） 2016.8　ISBN 978-4309207148
- 『プリンセス・ダイアリー 12 嵐のコロナ・ディスタンス編』（メグ・キャボット、静山社） 2023.11　ISBN 978-4863898042
- 『プリンセス・ダイアリー 1 女子高生プリンセス・デビュー編』（メグ・キャボット、静山社）  2023.11　ISBN 978-4863897939
- 『プリンセス・ダイアリー 2 ラブレター騒動編』（メグ・キャボット、静山社） 2023.12　ISBN 978-4863897946
- 『プリンセス・ダイアリー 3 恋するプリンセス編』（メグ・キャボット、静山社） 2024.2

#### 「アリー・フィンクルの女の子のルール」
- 『アリー・フィンクルの女の子のルール 1 ドタバタひっこし篇』（メグ・キャボット、河出書房新社） 2011.6　ISBN 978-4309205656
- 『アリー・フィンクルの女の子のルール 2 転校生になっちゃった!篇』（メグ・キャボット、河出書房新社） 2011.7　ISBN 978-4309205687
- 『アリー・フィンクルの女の子のルール 3 友だち? それとも親友?篇』（メグ・キャボット、河出書房新社） 2011.8　ISBN 978-4309205694
- 『アリー・フィンクルの女の子のルール 4 主演女優はだれ?篇』（メグ・キャボット、河出書房新社） 2011.9　ISBN 978-4309205762
- 『アリー・フィンクルの女の子のルール 5 お誕生日パーティ篇』（メグ・キャボット、河出書房新社） 2011.10　ISBN 978-4309205786
- 『アリー・フィンクルの女の子のルール 6 遠足で大騒ぎ!篇』（メグ・キャボット、河出書房新社） 2011.11　ISBN 978-4309205809

#### 「メディエータ」
- 『メディエータ ゴースト、好きになっちゃった』（メグ・キャボット、理論社） 2005.4　ISBN 978-4652077573
- 『メディエータ 2 キスしたら、霊界?』（メグ・キャボット、理論社） 2005.6　ISBN 978-4652077610
- 『メディエータ 3 サヨナラ、愛しい幽霊』（メグ・キャボット、理論社） 2006.2　ISBN 978-4652077726
- 『メディエータzero episode 1 天使は血を流さない』（メグ・キャボット、理論社） 2007.8　ISBN 978-4652079102
- 『メディエータzero episode 2 吸血鬼の息子』（メグ・キャボット、理論社） 2007.10　ISBN 978-4652079133
- 『メディエータzero episode 3 復讐のハイウェイ』（メグ・キャボット、理論社） 2008.1　ISBN 978-4652079140

### ナタリー・スタンディフォード
- 『デート・ゲーム 1 こんどこそ理想のカレをゲット!篇』（ナタリー・スタンディフォード、主婦の友社） 2005.11　ISBN 978-4072462157
- 『ガールズ&ボーイズ』（ナタリー・スタンディフォード、主婦の友社） 2006.6　ISBN 978-4072462218
- 『ガールズ・ハート』（ナタリー・スタンディフォード、主婦の友社） 2006.9　ISBN 978-4072462386
- 『ガールズ X-レート』（ナタリー・スタンディフォード、主婦の友社） 2007.1　ISBN 978-4072462447

### 「この地球を生きる子どもたち」
- 『シルクの花』（キャロリン・マースデン、鈴木出版、鈴木出版の海外児童文学 この地球を生きる子どもたち） 2008.3　ISBN 978-4790232100
- 『クレイジー・サマー』(リタ・ウィリアムズ=ガルシア、鈴木出版、鈴木出版の海外児童文学 この地球を生きる子どもたち） 2013.2　ISBN 978-4790232612
- 『はじまりのとき』（タィン=ハ・ライ、鈴木出版、鈴木出版の海外児童文学 この地球を生きる子どもたち） 2014.6　ISBN 978-4790232889
- 『コービーの海』(ベン・マイケルセン、鈴木出版、鈴木出版の海外児童文学 この地球を生きる子どもたち） 2015.6　ISBN 978-4790233091
- 『あたしが乗った列車は進む』（ポール・モーシャー、鈴木出版、鈴木出版の児童文学 この地球を生きる子どもたち） 2018.6　ISBN 978-4790233428

### シンシア・カドハタ
- 『きらきら』（シンシア・カドハタ、白水社） 2004.10　ISBN 978-4560047958
- 『草花とよばれた少女』(シンシア・カドハタ、白水社） 2006.5　ISBN 978-4560027431
- 『象使いティンの戦争』(シンシア・カドハタ、金原瑞人監修、作品社） 2013.5　ISBN 978-4861824395

### 「ペンダーウィックの四姉妹」
- 『夏の魔法: ペンダーウィックの四姉妹』（ジーン・バーズオール、小峰書店、Sunnyside Books） 2014.6　ISBN 978-4338287012
- 『ペンダーウィックの四姉妹2 ささやかな奇跡』（ジーン・バーズオール、小峰書店、Sunnyside Books） 2015.8　ISBN 978-4338287050
- 『ペンダーウィックの四姉妹3 海べの音楽』（ジーン・バーズオール、小峰書店、Sunnyside Books） 2017.6　ISBN 978-4338287142
- 『ペンダーウィックの四姉妹4 春の嵐』(ジーン・バーズオール、小峰書店、Sunnyside Books） 2020.6　ISBN 978-4338287234

### 「イアリーの魔物」
- 『マラマンダー: イアリーの魔物1』(トーマス・テイラー、小学館） 2021.10　ISBN 978-4092906396
- 『ガーガンティス: イアリーの魔物2』（トーマス・テイラー、小学館）  2021.12　ISBN 978-4092906402
- 『シャドウゴースト: イアリーの魔物3』（トーマス・テイラー、小学館） 2022.9　ISBN 978-4092906419

### 「ひみつの地下図書館」
- 「ひみつの地下図書館」全4巻（アビー・ロングスタッフ、ほるぷ出版）
  1. 『クモの巣で大さわぎ?!』（坂口友佳子絵） 2022.4　ISBN 9784593102716
  2. 『消えた子犬をさがせ!』（阪口奈緒共訳、坂口友佳子絵） 2022.11　ISBN：9784593102747
  3. 『真夜中のゆうれい?』（二木夢子共訳、坂口友佳子絵） 2022.9　ISBN 9784593102730
  4. 『あたらしい船出』（石垣賀子共訳、坂口友佳子絵） 2022.6　ISBN 9784593102723